# XForms
XForms — технологія вебформ, яка заснована на технології XML.
XForms була розроблена консорціумом W3C, і суміщає в собі всю гнучкість мови XML і суміжних з ним технологій. В цілому дана технологія була розроблена для заміни вже морально застарілих класичних вебформ. При цьому технологія XForms не тільки відправляє інформацію, проте і має досить широкі можливості для її обробки, наприклад:
- Обробка правильності даних, що відправляються (валідація).
- Можливість взаємодіяти з протоколом SOAP.
- Обробка даних із сторони клієнта (немає необхідності перезавантажувати сторінку).
- Поєднання серверних технологій і переваг клієнтської обробки.

Проте істотним недоліком є те, що багато браузерів все ще не підтримують повністю дану технологію, проте рішення вже з'явилися. Наприклад для Internet Explorer була розроблена спеціальна надбудова, яка дозволяє впроваджувати підтримку форм в браузер. А для не менш популярного браузера Mozilla Firefox був створений проект (тою ж Mozilla), який називається XForms Projects [Архівовано 5 травня 2011 у Wayback Machine.].
Проте існують і альтернативні рішення, від популярних брендів, проте проблема все ще актуальна, оскільки менше 0,2 % користувачів зараз мають реальну можливість повної обробки сторінки з підтримкою технології XForms.

## Інструменти
- XFV XForms Validator tool
- AJAXForms [Архівовано 26 квітня 2022 у Wayback Machine.]
- XSLTForms [Архівовано 16 січня 2009 у Wayback Machine.]
- XHTML to XForms converter [Архівовано 25 лютого 2008 у Wayback Machine.] (XSLT stylesheet helping web authors to transform arbitrary XHTML forms to valid XForms documents)
- Nuxeo's XForms engine, an Eclipse/SWT component.